# 岩谷村 (秋田県)
岩谷村（いわやむら）は、秋田県由利郡にあった村。現在の由利本荘市北東部、羽越本線羽後岩谷駅周辺にあたる。

## 地理
- 山：御岳、権現山
- 河川：芋川

## 歴史
- 平安時代 - 出羽国河辺郡川合郷として成立。
- 1889年（明治22年）4月1日 - 町村制の施行により、岩谷町村、岩谷麓村、三川村、徳沢村、大倉沢村、大谷村、米坂村、北福田村の区域をもって発足。
- 1955年（昭和30年）8月10日 - 本荘市の一部（中館・深沢および赤田字境目・新境目・川原の上）を編入。
- 1956年（昭和31年）9月30日 - 上川大内村・下川大内村と合併して大内村が発足。同日岩谷村廃止。

## 交通

### 鉄道路線
- 日本国有鉄道
  - 羽越本線
    - 羽後岩谷駅

### 道路
現在は日本海東北自動車道・岩谷道路（本荘大曲道路）の大内ジャンクションが所在するが、当時は未開通。

## 教育
- 岩谷村立岩谷中学校